# マルセル・シュウォッブ

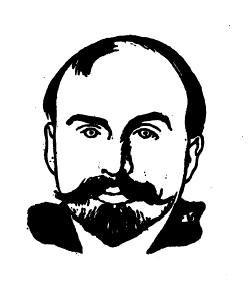
マルセル・シュウォッブ

マルセル・シュウォッブ（Marcel Schwob, 1867年8月23日 - 1905年2月26日 ）はフランスの作家。ユダヤ人。

## 略歴
フランス西部のナントの裕福な家庭に育つ。パリに出て、リセで数カ国語をすぐにマスターする。次いでエコール・ノルマル・シュペリウールに入学し、文学士と1級教員の資格を得る。17歳のとき読んだロバート・ルイス・スティーヴンソンの『宝島』に感銘を受け、それがシュウォッブの小説のモデルのひとつとなる、のちに『怪奇短編集』を仏訳した。
トマス・ド・クインシーの『エマニュエル・カントの最後の日々』他も仏語訳し、また隠語（特にフランソワ・ヴィヨンが詩のなかで用いた15世紀の盗賊団の隠語）の研究にも情熱を傾ける。彼の生み出した一連のコントは、散文詩ともつかぬ特異な文学形式を備えており、来るべき20世紀の文学が採用した形式を先取りしていた。例えば『モネルの書』はアンドレ・ジッドの『地の糧』を、『少年十字軍』はウィリアム・フォークナーの『死の床に横たわりて』を予告していたし、ホルヘ・ルイス・ボルヘスもシュウォッブに多くを負っている。
シュウォッブの先駆性は、近代小説の単線的な語りに対し、「わたし」という自己の複数性を語りの方法にそのまま採用したことに求められる。1895年に出会った女優マルグリット・モレノと1900年に結婚するが、しかしその結婚生活は幸せではなかった。彼は自らの運命から逃れようとするように、イギリスのジャージー島から、スティーヴンソンが死ににやって来た太平洋のサモアへと船出し、1901年から1902年サモアに滞在。1905年没。
がある。

## 主要作品
- 『フランス語の隠語についての研究』Étude sur l’argot français (1889)
- 『二重のこころ』Cœur double (1891)
- 『黄金仮面の王』Le Roi au masque d’or (1892)
- Mimes (1893)
- 『モネルの書』Le Livre de Monelle (1894)
- Annabella et Giovanni (1895)
- 『少年十字軍』La Croisade des enfants (1896)
- 『随筆集』Spicilège (1896)
- 『架空の伝記』Vies imaginaires (1896)
- La Légende de Serlon de Wilton (1899)
- La lampe de Psyché (1903)
- Mœurs des diurnales (1903)
- Le Parnasse satyrique du XVe siècle (1905)
- 『フランソワ・ヴィヨン』François Villon (1912)
- Chroniques (1981)
- Vie de Morphiel (1985)
- 『未発表書簡集』Correspondance inédite (1985)
- Correspondance Schwob-Stevenson (1992)
- Dialogues d'Utopie (2001)
- 『サモアの方へ』Vers Samoa (2002)

## 翻訳
- マルセル・シュウオッブ『吸血鬼』矢野目源一訳、新潮社、1924年
- マルセル・シュオッブ「吸血鳥」種村季弘訳 -『ドラキュラ ドラキュラ―吸血鬼小説集』収録、河出書房新社、1980年。河出文庫、1986年、改版2023年。ISBN 430-9467768
- マルセル・シュオッブ「ある歯科医の話」山田稔訳 -『フランス短編傑作選』岩波文庫、1991年。ISBN 400-3258819
- マルセル・シュオッブ『少年十字軍』多田智満子訳、王国社〈海外ライブラリー〉、1998年。ISBN 490-0456594。

- 『マルセル・シュオッブ全集』大濱甫・多田智満子・宮下志朗・千葉文夫・大野多加志・尾方邦雄訳、国書刊行会（全1巻）、2015年。ISBN 978-4336059093。
- 『夢の扉　マルセル・シュオッブ名作名訳集』礒崎純一編、国書刊行会、2023年。ISBN 978-4336075949

短篇全24編で、訳者は渡辺一夫、矢野目源一、鈴木信太郎、松室三郎、青柳瑞穂、日影丈吉、種村季弘、上田敏、堀口大學、山内義雄、日夏耿之介、澁澤龍彦の全12名（掲載順）